# Mic Tyson
Albums de Sean Price
Kimbo Price
(2009)
Singles
1. STFU, Part 2
Sortie : 5 octobre 2012

Mic Tyson est le troisième album studio de Sean Price, sorti le 30 octobre 2012.
En 2009, Sean Price annonce la sortie de cet opus avec la publication d'une mixtape, comme une préquelle à l'album, intitulée Kimbo Price: A Prelude to Mic Tyson. Il explique ainsi son titre (Mic Tyson) : « Venant de Brownsville, je sais comment me battre ».
L'album a été très bien accueilli par la critique, Metacritic lui attribuant la note de 80 sur 100. 
Il s'est classé 7e au Top Rap Albums, 9e au Top R&B/Hip-Hop Albums, 10e au Top Independent Albums et 59e au Billboard 200.

## Liste des titres
| No  | Titre                                                                  | Auteur                                              | Contient un (des) sample(s) de                                      | Durée |
| --- | ---------------------------------------------------------------------- | --------------------------------------------------- | ------------------------------------------------------------------- | ----- |
| 1.  | The Genesis of Omega (Produit par The Alchemist)                       | Sean Price, Alan Maman                              | Wheel of Time d'Ananta UFO by ESG (1981)                            | 2:00  |
| 2.  | Bar-Barian (Produit par The Alchemist)                                 | Price, Maman                                        | Noc Nad Norwidem de Budka Suflera                                   | 2:09  |
| 3.  | Pyrex (Produit par AMP)                                                | Price                                               | Meeting in the Park de Mikis Theodorakis Takers de Big Remo         | 2:34  |
| 4.  | Price & Shining Armor (featuring Ruste Juxx – Produit par Wool)        | Price, Victor Evans                                 |                                                                     | 3:04  |
| 5.  | Title Track (Produit par Eric G)                                       | Price                                               |                                                                     | 2:30  |
| 6.  | Straight Music (Produit par 9th Wonder)                                | Price, Patrick Douthit                              |                                                                     | 2:09  |
| 7.  | STFU, Pt. 2 (Produit par The Alchemist)                                | Price, Maman                                        | Rated X de Miles Davis Dopeman de N.W.A                             | 2:58  |
| 8.  | Hush (Produit par Khrysis)                                             | Price, Christopher Tyson                            | Hush, Little Baby (traditionnel)                                    | 2:35  |
| 9.  | Solomon Grundy (featuring Ike Eyes et Ill Bill – Produit par Eric G)   | Price, William Braunstein                           | Papa Was Too de Joe Tex                                             | 3:48  |
| 10. | Frankenberry (featuring Buckshot – Produit par Stu Bangas)             | Price, Kenyatta Blake, Stu Bangas                   |                                                                     | 2:20  |
| 11. | BBQ Sauce (featuring Pharoahe Monch – Produit par Evidence et DJ Babu) | Price, Troy Jamerson, Michael Perretta, Melvin Babu | What It Is de Pharoahe Monch Classical Gas de Synergy               | 3:05  |
| 12. | Bully Rap (featuring Realm Reality – Produit par The Alchemist)        | Price, Rick Gonzalez, Maman                         | The Rill Thing de Little Richard Osse Shalom Bimromav d'Igal Bashan | 3:45  |
| 13. | By the Way (featuring Torae – Produit par Evidence)                    | Price, Torae Carr, Perretta                         | Action d'Orange Krush                                               | 2:24  |
| 14. | Battering Bars (featuring Pumpkinhead – Produit par Beat Butcha)       | Price, Robert Diaz, Eliot Dubock                    | When We Pull the Shades d'Eugene Record                             | 2:52  |
| 15. | The Hardest Nigga Out (Produit par Beat Butcha)                        | Price, Dubock                                       |                                                                     | 2:47  |

| 16. | Haraam (Produit par Team Demo)                                   | Price                                 | SIR Studios Press Conference de Peter Tosh                                                | 3:00 |
| 17. | Remember (featuring Freddie Gibbs – Produit par Statik Selektah) | Price, Fredrick Tipton, Patrick Baril | Krs-One Attacks de KRS-One Things Done Changed de The Notorious B.I.G. Remember de Nature | 2:58 |
| 18. | I See (Produit par Quelle Chris)                                 | Price                                 |                                                                                           | 0:59 |

| 16. | Let Me Tell You (Produit par Beat Butcha) | Price, Dubock | 2:15 |